# Pat Dunne
Patrick Anthony Joseph „Pat“ Dunne (* 9. Februar 1943 in Dublin; † 25. September 2015) war ein irischer Fußballtorhüter und -trainer. Er gewann 1965 mit Manchester United die englische Meisterschaft, konnte sich dort aber trotz des großen Erfolgs nicht dauerhaft durchsetzen. Er fand schließlich sein Glück mehr in der irischen Heimat bei den Shamrock Rovers und zum Ende der 1960er-Jahre in Südwestengland bei Plymouth Argyle.

## Sportlicher Werdegang

### Vereinskarriere
Dunne machte als Nachwuchstorhüter in jungen Jahren einen ersten Versuch im englischen Fußball, kehrte aber bereits nach kurzer Zeit beim FC Everton nach Irland zurück, um bei den Shamrock Rovers zu spielen. Dort stand er in der Saison 1963/64 bei allen 22 Ligaspielen zwischen den Pfosten. Er gewann dabei die irische Meisterschaft und mit dem FAI Cup das „Double“. Auch auf europäischer Ebene konnte er auf sich aufmerksam machen, als er im Messepokal nur knapp am späteren Finalisten FC Valencia (0:1, 2:2) scheiterte.
Im Mai 1964 verpflichtete ihn Matt Busby von Manchester United für eine Ablösesumme von 10.500 Pfund. Da Uniteds Stammtorhüter Harry Gregg zu dem Zeitpunkt unter Verletzungen litt, avancierte Dunne sofort zur „Nummer 1“. Er debütierte am 8. September 1964 im Goodison Park in der Partie beim Ex-Klub aus Everton und kassierte dabei drei Gegentreffer (Endstand: 3:3). Trotz des nur mäßig gelungenen Einstands blieb er Teil der Mannschaft und gegen Nottingham Forest (3:0) behielt er zum ersten Mal eine „weiße Weste“. Insgesamt bestritt Dunne 55 Pflichtspiele in der Saison 1964/65, wovon 37 Ligapartien waren. Davon wiederum blieb er 17 Mal ohne Gegentor und letztlich gewann er mit Manchester United aufgrund der besseren Tordifferenz gegenüber Leeds United die englische Meisterschaft. Zu Beginn der anschließenden Spielzeit 1965/66 absolvierte Dunne zunächst weiter einige Partien, aber sowohl der wiedergenesene Gregg als auch der 1966 verpflichtete Alex Stepney übten zunehmend Konkurrenzdruck auf ihn aus. Daher bestritt Dunne nur noch acht Ligabegegnungen und sein letzter Auftritt am 14. September 1966 gegen den FC Blackpool endete desaströs mit einer 1:5-Pleite. Im Februar 1967 wechselte er schließlich für 5.000 Pfund zum Zweitligisten Plymouth Argyle. Dunne galt bei „United“ nicht unbedingt als leistungsschwacher Torhüter. Zu seinen Stärken in der Reaktionsschnelligkeit und Zweikampfstärke gesellten sich aber Schwächen, die sich vor allem bei gegnerischen Flanken und in der oft mangelhaften Strafraumkontrolle manifestierten. In besonders negativer Erinnerung behielten die einheimischen Anhänger das FA-Cup-Halbfinalwiederholungsspiel gegen Leeds United, in dem Billy Bremner das später Siegtor für Leeds erzielte und Dunne dabei die lange Hereingabe von etwa der Mittellinie nicht in der Lage war abzufangen.
Gut drei Jahre blieb Dunne in Plymouth und stieg dabei 1968 in die Drittklassigkeit als Tabellenletzter ab. Nach einer Formschwäche zu Beginn der Saison 1970/71 wurde der ehemalige Arsenal-Keeper Jim Furnell verpflichtet und so war Dunnes Einsatz am 2. November 1970 beim AFC Rochdale (1:1) sein letzter. Dunne heuerte danach ein weiteres Mal in Irland bei den Shamrock Rovers an. Oft konkurrierte er dort mit Alan O’Neill um die Stammtorhüterposition, aber erst in der Saison 1977/78 verließ er den Klub, nachdem er unter dem neuen Trainer Johnny Giles noch im August 1977 in der Startelf gestanden hatte. Letzte Stationen waren Thurles Town und zu Beginn der 1980er-Jahre der Shelbourne FC jeweils als Spielertrainer, bevor er 1981 seine aktive Profikarriere beendete.

### Irische Nationalmannschaft
Dunne bestritt am 5. Mai 1965 sein erstes A-Länderspiel für Irland. In der Qualifikation für die WM-Endrunde 1966 in England gewann er mit 1:0 gegen Spanien im Dalymount Park, was sein einziger gegentorloser Auftritt für Irland blieb. Das Rückspiel ging in Sevilla mit 1:4 verloren und auch das notwendige Entscheidungsspiel in Paris endete mit einer Niederlage (0:1). Am 16. November 1966 war Dunnes fünftes Länderspiel gegen die Türkei sein letztes. In diesem erneuten Qualifikationsspiel (nun zur Europameisterschaft 1968) verließ er den Platz als 2:1-Sieger.

## Nach der aktiven Karriere
Im Jahr 2004 begann Dunne bei den Shamrock Rovers eine Beschäftigung als Torwarttrainer. Dort kollabierte er am 5. November 2004 während des Aufwärmens vor der Partie gegen den Lokalrivalen Bohemians Dublin und erholte sich davon anschließend wieder. Schlagzeilen machte er auch rund zwei Jahre später, als er wegen eines sexuellen Übergriffs aus dem Jahr 1999 in der Nervenklinik in Dundrum, in der er zwischenzeitlich als Krankenpfleger eine neue Arbeitsstelle gefunden hatte, aufgrund sexuell motivierter Übergriffe angeklagt wurde. Es kam zu einem Vergleich, der eine Zahlung in Höhe von 75.000 Euro seitens der Krankenhausleitung ohne Schuldanerkenntnis des Beklagten beinhaltete. Dunne starb am 25. September 2015 im Alter von 72 Jahren nach kurzer Krankheit.

## Titel/Auszeichnungen
- Englische Meisterschaft (1): 1965
- Charity Shield (1): 1965 (geteilt)
- Irische Meisterschaft (1): 1964
- Irischer Pokal (1): 1964